# Calda House

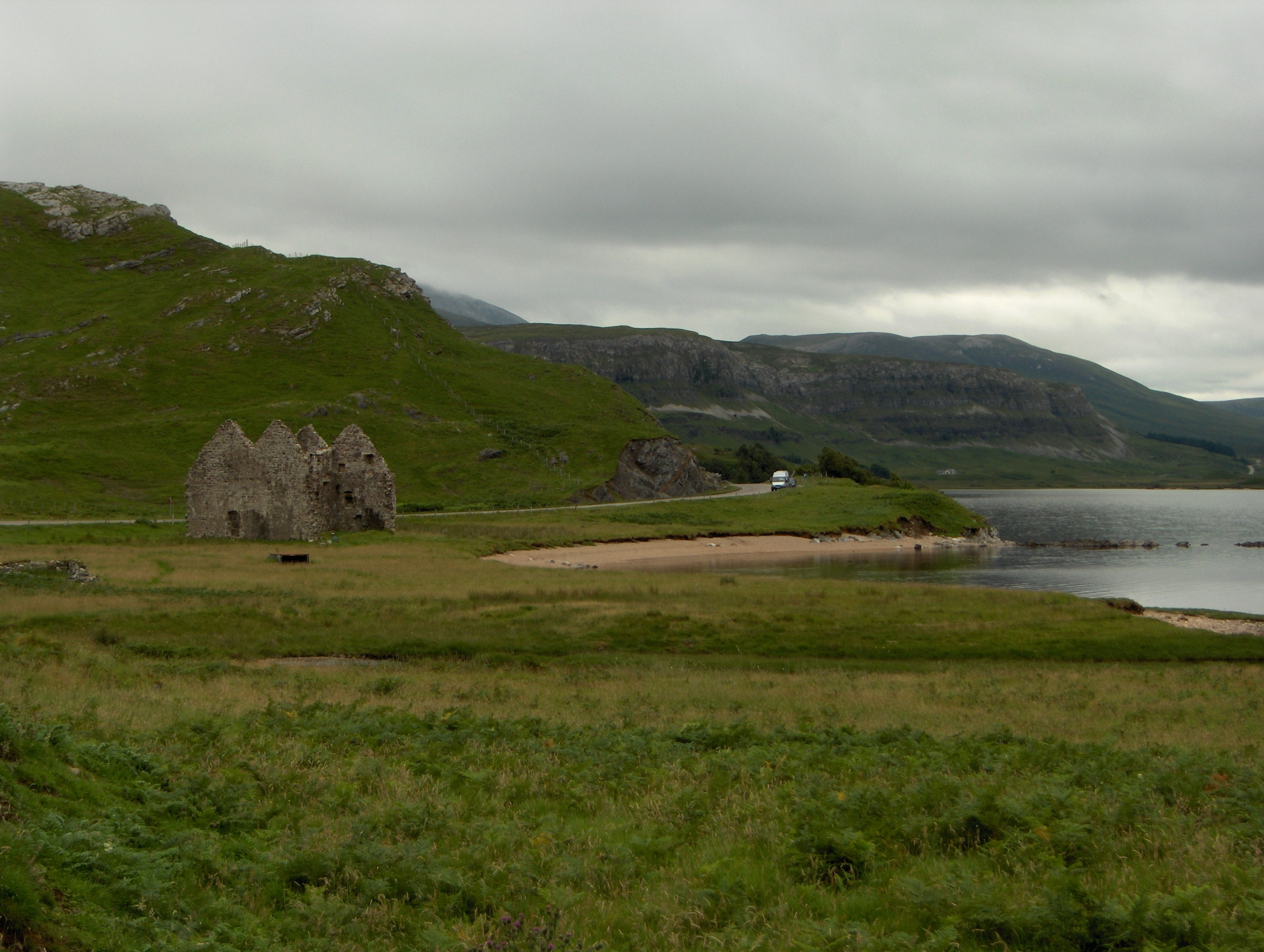
Calda House am Ufer von Loch Assynt, im Hintergrund die A837

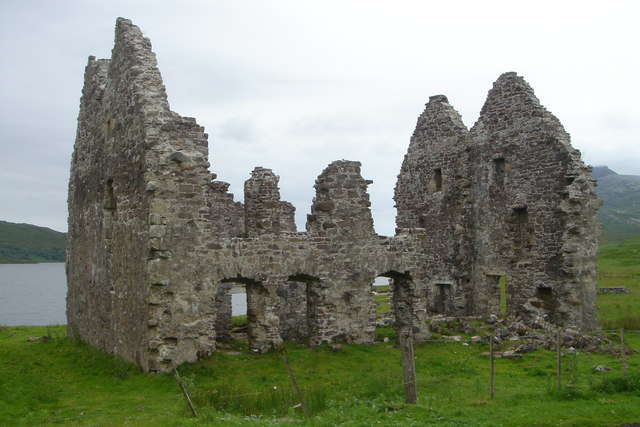
Calda House von Osten

Calda House (auch als Edderchalder House, Calder House oder White House bezeichnet) ist die Ruine eines Herrenhauses in den schottischen Highlands. Das am Nordufer von Loch Assynt nördlich von Inchnadamph in Sichtweite von Ardvreck Castle liegende, 1726 errichtete Bauwerk ist als Scheduled Monument eingestuft.

## Geschichte
Neil MacLeod of Assynt aus dem Clan MacLeod, der Laird von Assynt und Eigentümer von Ardvreck Castle, war 1650 an der Auslieferung des königstreuen Marquess of Montrose an die Covenanters, die ihn anschließend hinrichteten, beteiligt gewesen. Nach der Wiedererrichtung des Königtums durch General Monck 1660 wurde er daher von der neuen Regierung misstrauisch beäugt und schließlich als Rebell angesehen. 1672 eroberten die Seaforths of MacKenzie, ein Zweig des  Clan MacKenzie, die zuvor gezielt Schuldscheine der MacLeods aufgekauft und damit Besitzansprüche erworben hatten, Ardvreck Castle nach einer zweiwöchigen Belagerung und übernahmen den Besitz der MacLeods. Kenneth MacKenzie, der zweite Besitzer, und seine Frau empfanden die alte Burg Anfang des 18. Jahrhunderts als nicht mehr zeitgemäß. Sie ersetzten die wenig komfortable Burg 1726 durch Calda House, eines der ersten klassischen Herrenhäuser der Georgianischen Architektur in den Highlands. Als Standort wählten sie ein Areal am Nordufer von Loch Assynt in Sichtweite der alten Burg an der heutigen A837. Für den Bau wurden Teile des Mauerwerks von Ardvreck Castle verwendet.
Die MacKenzies, die als Unterstützer des ersten Aufstands der Jakobiten 1715 von der Regierung ebenfalls misstrauisch betrachtet wurden, übernahmen sich jedoch mit dem neuen Herrenhaus finanziell. 1736 mussten sie Calda House zum Verkauf ausschreiben. Es setzte ein Wettstreit zwischen dem ebenfalls dem Clan MacKenzie entstammenden Earl of Seaforth und dem Earl of Sutherland um den Besitz von Calda House und die damit verbundene Kontrolle von Assynt ein. Bevor jedoch einer der beiden den Besitz erwerben konnte, brannte das Gebäude 1737, elf Jahre nach seiner Errichtung, völlig aus. Angeblich wurde das Haus von Unterstützern der MacKenzies angezündet, um zu verhindern, dass es von der Familie Sutherland übernommen würde. 1745 unterstützten die MacKenzies den letzten Aufstand der Jakobiten und verloren nach der Niederlage in der Schlacht bei Culloden ihren Besitz, der letztlich doch 1757 vom Earl of Sutherland übernommen wurde. Calda House wurde nicht wieder aufgebaut und sein Mauerwerk teilweise für andere Bauten in der Umgebung genutzt. 
Calda House und seine Umgebung blieben bis ins 20. Jahrhundert im Besitz des Earls of Sutherland. In den Jahren 2003 bis 2004 wurden die Ruinen von Ardvreck Castle und Calda House durch den Historic Assynt Trust gesichert und renoviert.

## Beschreibung
Calda House war ein zweistöckiges Gebäude mit jeweils zwei nach Nord und Süd ausgerichteten Doppelgiebeln sowie einem Dachgeschoss. Die beiden Gebäudehälften waren durch eine Mauer unterteilt, die jedoch nicht durchgehend war. Es besaß einen rechteckigen Grundriss mit etwa 17 Metern Länge und 13 Metern Breite. Die verbliebenen Seitenwände sind ca. sieben Meter hoch. Das Gebäude soll großzügig aufgeteilt und luxuriös ausgestattet gewesen sein, unter anderem sollen insgesamt 14 Schlafzimmer mit eigenen Kaminen vorhanden gewesen sein. Aufgrund seiner weißen Fassadenfarbe erhielt es von der lokalen Bevölkerung schnell die Bezeichnung The White House. Erhalten sind vor allem die beiden Giebelwände, das Mauerwerk an der Ost- und Westseite ist nur noch teilweise vorhanden.